# Developmental coordination disorder
Developmental coordination disorder (DCD) of dyspraxie is een motorische ontwikkelingsstoornis die wordt gekenmerkt door een aanzienlijke vertraging in de verwerving van grove en fijne motorische vaardigheden. Dit uit zich in onhandigheid, traagheid of onnauwkeurigheid van de motorische prestaties.
Bij DCD worden de boodschappen uit de hersenen niet goed aan het lichaam doorgegeven. Hierdoor is bijvoorbeeld de bewegingscoördinatie minder goed. DCD wordt vaak gezien als alleen een motorische stoornis, maar het is een bredere aandoening die ook invloed heeft op  leren en concentratie. Mensen met DCD hebben vaak moeite met cognitieve vaardigheden, zoals het onthouden van informatie. 
Er wordt verondersteld dat DCD veroorzaakt wordt door onvolgroeidheid of vertraging in de ontwikkeling van neuronen en bij ongeveer 2% van de bevolking zichtbaar is. In het DSM-IV is de aandoening ingedeeld bij de ontwikkelingsstoornissen (315.4). Ongeveer vijf tot zeven procent van de kinderen heeft DCD, maar de diagnose wordt minder vaak gesteld dan bij stoornissen zoals ASS en ADHD. Vooral meisjes worden bij DCD, net als bij veel andere ontwikkelingsstoornissen, vaak over het hoofd gezien. Dit komt niet doordat de diagnose bij meisjes moeilijker te stellen is, maar omdat ze minder opvallen. 

## Kenmerken die vaak optreden bij DCD
- Onhandigheid [2]
- moeite met het verwerken en ordenen van informatie [4]
- Het niet automatiseren van handelingen [3]
- Slechte lichaamshouding [5]
- Moeite met organiseren en structureren van bijvoorbeeld spullen, taken, werkgeheugen, en informatie.[6]
- Onhandig/lomp/langzaam lopen en/of rennen
- Verwarring over welke hand moet worden gebruikt
- te laat komen op afspraken (of te vroeg komen als copingstrategie)
- Last hebben van tics [1] ("Bij een deel van de kinderen met chronische tics kan de diagnose DCD gesteld worden.")
- Minder goed kortetermijngeheugen (bv. moeite met onthouden van nieuwe leerstof.) [4]
- Problemen met schrijven (Langzaam schrijven, pen niet goed kunnen vasthouden, met slordig schrift en eventueel pijn tijdens het schrijven als gevolg.) [1]
- Spraak- en taalproblemen, laat leren praten of onsamenhangend praten [7]
- Moeite met oriënteren op onbekende plaatsen [8]
- Moeite met links en rechts uit elkaar houden
- tragere verwerkingssnelheid [7]
- Slecht tot geen ruimtelijk inzicht [8]
- problemen met de prikkelverwerking [3]
- vermoeidheid [9]

## Kenmerken bij kinderen
Kinderen met DCD ervaren vooral moeilijkheden met beweging en motoriek. Zo halen sommige kinderen mijlpalen zoals kruipen en stappen later dan gebruikelijk, of slaan ze bepaalde stappen over. Dit is echter niet bij alle kinderen met DCD het geval. DCD kan zich uiten als vertragingen in de vroege ontwikkeling van: zitten, kruipen en lopen, slechte vaardigheden of moeilijkheden met activiteiten zoals rennen, fietsen, huppelen, vangen en gooien, zwemmen. Ze hebben last van traagheid, vaak struikelen, moeite met handschriftvaardigheden, moeilijkheden met zelfverzorging, moeilijkheden met vaardigheden zoals bestek gebruiken of schoenveters strikken, slecht ruimtelijk inzicht; moeilijkheden met het opvolgen van instructies, slecht tijdsbeheer, en vaak voorwerpen kwijtraken.
Bij kinderen met DCD kan de taalontwikkeling ook vertraagd of afwijkend zijn. Ze kunnen taalproblemen en spraakproblemen ervaren, zoals spraakontwikkelingsdyspraxie (SOD), waarbij het vormen en combineren van klanken moeizaam gaat.

## Kenmerken bij (jong)volwassenen
DCD is geen aandoening die beperkt blijft tot de kindertijd. Hoewel veel volwassenen met DCD een goede levenskwaliteit ervaren, ondervindt 30-70% nog steeds uitdagingen bij dagelijkse activiteiten. De nieuwe obstakels waarmee ze worden geconfronteerd, vergen vaak meer organisatie en planning.
Op volwassen leeftijd kan de aandoening, naast een voorgeschiedenis uit de kindertijd zoals hierboven beschreven, zich manifesteren als moeite hebben met het aanleren van nieuwe motorische vaardigheden en vaardigheden op het gebied van organisatie en timemanagement, instructies opvolgen, informatie ordenen en verwerken. Desalniettemin heeft DCD heeft geen invloed op iemands intelligentie. Er komen tot en met de volwassenheid steeds nieuwe motorische vaardigheden bij die problemen opleveren, denk aan scheren, tampons gebruiken, koken en autorijden.

## Mentale gezondheid
Onbegrip uit de omgeving kan mentale problemen versterken, met mogelijk psychische gevolgen op langere termijn. Onderzoek toont aan dat jongeren met DCD een groter risico lopen op het ontwikkelen van een depressie en/of faalangst. DCD kan leiden tot vermoeidheid, omdat je meer energie nodig hebt om dingen te plannen en te doen.
De motorische problemen die kinderen met DCD ervaren, hebben ook invloed op hun spel en vrije tijd. Vooral wanneer een competitief element aan het spel wordt toegevoegd, kan dit demotiverend werken voor kinderen met DCD en gevolgen hebben op hun zelfbeeld. Het kan er ook voor zorgen dat kinderen op jonge leeftijd beweging gaan vermijden. Over het algemeen ontwikkelen kinderen met DCD daardoor meer interesse in andere hobby’s.

## Combinatie met andere aandoeningen
DCD komt vaak voor in combinatie met andere stoornissen. Zo heeft 60 tot 70 procent van de kinderen met spraakontwikkelingsdyspraxie ook DCD. Bij kinderen met ADHD heeft de helft motorische problemen, en bij ASS is dit percentage zelfs nog hoger. Van DCD wordt echter pas gesproken wanneer deze motorische problemen het dagelijks functioneren aanzienlijk belemmeren. De overlap tussen deze ontwikkelingsstoornissen lijkt te liggen in beperkingen bij het automatiseren en problemen met de prikkelverwerking.
- Autisme
- ADD (aandachtstekortstoornis, in het Engels attention deficit disorder)
- ADHD (aandachtstekortstoornis met hyperactiviteit, in het Engels attention deficit hyperactivity disorder. De combinatie van developmental coordination disorder met ADHD wordt ook wel aangeduid met de term DAMP-syndroom)
- een ticstoornis
- Hypoactiviteit
- Afasie
- Dyscalculie
- Dysfasie
- Dysgrafie
- Dyslexie
- Foetaal alcoholsyndroom (FAS)
- Gedragsstoornissen
- NLD
- Taalontwikkelingsstoornis (TOS)

(niet-verbale leerstoornissen)

## Bekende mensen met DCD
- Florence Welch [14]
- Daniel Radciff [15]
- Cara Delevingne [16]

## Benaming
Dyspraxie en DCD worden vaak door elkaar gebruikt; het verschil zit in de leeftijd waarop de problemen ontstaan. Dyspraxie kan ook op oudere leeftijd ontstaan, bijvoorbeeld door hersenschade. Andere termen zijn 'Developmental Dyspraxia', 'Sensory Motor Disorder', 'Sensory Integration Dysfunction', 'Perceptuo Motor Difficulty', en in combinatie met ADHD: 'Damp'. 